# Rowland Mainstone
Rowland J. Mainstone (1923—2020) est un architecte, auteur et historien britannique.

## Biographie
Rowland Mainstone est né en 1923. Il a étudié l'architecture à l'université de Liverpool. Il a d'abord suivi une formation d'architecte, mais plus tard, est devenu écrivain et historien.
Il a eu une carrière réussie avec le UK Building Research Establishment en 1948, où il s'est concentré sur la recherche structurelle et architecturale des bâtiments et des ponts. Il a agi en tant que consultant sur les aspects structurels de la conservation et de la restauration des bâtiments et a été professeur invité d'architecture, de structures et de conservation structurelle à l'University College de Londres, à l'université de Leeds et à l'université catholique de Louvain.
Il est décédé en février 2020.

## Œuvre
Il a écrit plusieurs livres sur l'architecture.

## Ouvrages
Ses livres notables incluent, :
- Hagia Sophia
- (en) Rowland J. Mainstone, Developments in structural form, Architectural Press, 2002 (lire en ligne).